# Sixten Holmgren
Johan Sixten Leon Holmgren, född 28 maj 1906 i Stora Tuna, Dalarna, död där 4 april 1962, var en svensk målare. 
Holmgren var som konstnär autodidakt. Hans konst består av porträtt och landskap med motiv från Dalarna.